# Aeroportul Santa Monica
Aeroportul Santa Monica (IATA: SMO, ICAO: KSMO, FAA LID: SMO) este un aeroport din Santa Monica, Comitatul Los Angeles, California, Statele Unite ale Americii ce deservește zona California de Sud⁠(d). Aeroportul a fost tranzitat în 2019 de 484 de pasageri. A fost deschis în aprilie 1940 și numit după Santa Monica.
Situat la o altitudine de 54 m, aeroportul dispune de 1 pistă.

## Infrastructură

### Piste
Aeroportul dispune de o singură pistă. Pista 03/21 are suprafața de asfalt și dimensiunile 4.973 picioare × 150 picioare. 